# João Mansur
João Mansur (Irati, 22 de julho de 1923 — Curitiba, 23 de fevereiro de 2012) foi um político brasileiro.

## Biografia
Filho de libaneses, Mansur foi governador do estado do Paraná, sucedendo Pedro Viriato Parigot de Sousa, que faleceu durante seu mandato, entre 4 de julho de 1973 até 11 de agosto de 1973. João Mansur, na condição de presidente da Assembleia Legislativa do Paraná exerceu a governança por ocasião da morte do titular, até que acorresse a eleição do novo governador.
Filho de Abib Mansur e de Nazle Kfouri Mansur. Dedicou-se inicialmente ao comércio. Ingressou na política em 1951, sendo eleito e reeleito vereador em Irati. Quatro anos depois, João Mansur foi eleito prefeito de Irati. No ano de 1958 foi eleito deputado estadual e foi reeleito por mais três mandatos. Líder do governo, assumiu o comando do estado na qualidade de presidente da Assembleia Legislativa do Estado do Paraná durante dois períodos.
Candidatou-se a senador, mas não conseguiu ser eleito, até ser novamente eleito deputado. Participou das seguintes comissões: Constituição e Justiça; Finanças; Terras, Colonização e Imigração; Redação e Turismo.
Exerceu o cargo de presidente da Assembleia Legislativa do Estado do Paraná no ano de 1967 – 6ª Legislatura; 1973/74 – 7ª Legislatura e 1981/82 – 9ª Legislatura.